# 1461 w literaturze
Wydarzenia literackie w 1461 roku.

## Nowe utwory
- obcojęzyczne
  - François Villon – Wielki testament[1]